# リロイ・ヴィネガー
リロイ・ヴィネガー（Leroy Vinnegar、1928年7月13日 - 1999年8月3日）は、アメリカのジャズ・ベーシスト。アメリカ・インディアナ州インディアナポリスで生まれたヴィネガーは、1950年代から1960年代にかけて、独学でカリフォルニア州ロサンゼルスにて名声を確立した。彼のトレードマークは、リズミカルな「ウォーキング」ベース・ライン、安定した上昇または下降音符の連続であり、それが彼に「ザ・ウォーカー」というニックネームをもたらした。ジャズ作品に加えて、彼は数多くのサウンドトラックやポップ・アルバムに参加しており、ヴァン・モリソンの1972年のアルバム『セント・ドミニクの予言』にも参加した。

## 音楽キャリア
彼はリーダーとしてもサイドマンとしても幅広くレコーディングを行った。リー・コニッツ、アンドレ・プレヴィン、スタン・ゲッツ、ショーティ・ロジャース、チェット・ベイカー、シェリー・マン、ジョー・カストロ、サージ・チャロフとのレコーディングの結果、1950年代に世間の注目を集めるようになった。
これまでに制作された最も成功したジャズ・レコードの一つである、プレヴィンとマンのアルバム『マイ・フェア・レディ』でベースを演奏。また、1969年にリリースされたもう一つのジャズ最大のヒット・アルバム、エディ・ハリスとレス・マッキャンの『スイス・ムーヴメント』でも演奏を行った。ヴィネガーはまた、1950年代後半にはカリフォルニア州ハモサビーチのライトハウスや東ロサンゼルスのディガーズで、ドラマーとピアニストのドン・ジョハム、そして他のミュージシャンたちとともに演奏を行っている。1986年になり、オレゴン州ポートランドへと移り住んだ。1995年、オレゴン州議会は彼を讃え、5月1日をリロイ・ヴィネガーの日と宣言した。
ヴィネガーは、1999年8月3日、ポートランドの病院で心臓発作のため71歳で亡くなった。

## ディスコグラフィ

### リーダー・アルバム
- 『リロイ・ウォークス!』 - Leroy Walks! (1958年、Contemporary)
- Leroy Walks Again!! (1963年、Contemporary)
- 『ジャズ・グレート・ウォーカー』 - Jazz's Great "Walker"  (1964年、Vee Jay)
- Glass of Water (1973年、Legend)
- 『ザ・キッド』 - The Kid (1974年、PBR)
- Walkin' the Basses (1992年、Contemporary)